# Menosca metallica
Menosca metallica är en insektsart som först beskrevs av William Lucas Distant 1906.  Menosca metallica ingår i släktet Menosca och familjen Lophopidae. Inga underarter finns listade i Catalogue of Life.